# 2647 Sova
2647 Sova è un asteroide della fascia principale. Scoperto nel 1980, presenta un'orbita caratterizzata da un semiasse maggiore pari a 2,2434976 UA e da un'eccentricità di 0,1372038, inclinata di 3,93939° rispetto all'eclittica.
L'asteroide è dedicato al poeta ceco Antonín Sova.